# Saint-Victor-en-Marche
Saint-Victor-en-Marche é uma comuna francesa na região administrativa da Nova Aquitânia, no departamento de Creuse. Estende-se por uma área de 16,62 km². Em 2010 a comuna tinha 376 habitantes (densidade: 22,6 hab./km²).